# Nombre hawaiano
Un nombre hawaiano es un nombre en el idioma hawaiano. Tales nombres son populares no solo en las familias hawaianas, sino también entre otros residentes de Hawái, e incluso en el territorio continental de los Estados Unidos entre los hawaianos nativos y no nativos.

## Significado de los nombres
Los nombres genuinos hawaianos son unisex. Su significado literal suele ser bastante claro, pero puede haber significados simbólicos ocultos conocidos solo por la familia. Los antiguos hawaianos veían un nombre como propiedad de su dueño, con el poder de ayudar o lastimar a su dueño. Un significado que era demasiado aparente podría haber atraído a las fuerzas del mal. Y, al igual que en la poesía hawaiana, una alusión se consideraba más bella que una simple declaración.
La frescura y la lluvia simbolizan felicidad en un clima cálido. La niebla es un símbolo de romance. Lei significa un niño, porque un niño amado es llevado como un lei en los hombros de los padres. Un niño también puede ser una flor o un capullo, independientemente de su sexo. Los padres modernos tienden a ser más prosaicos, llamando niño a un niño, como en Keikilani y Kamalani, en las que keiki y kama significan «niño».

## Prácticas de nombramiento tradicionales
Los antiguos hawaianos acuñaron un nuevo nombre para cada niño, pensando cuidadosamente en su significado. Los nombres pueden ser revelados en sueños o visiones. Los niños pueden llevar el nombre de sus parientes, pero no se copian los nombres de otras familias. Hawái era una sociedad jerárquica, y el nombre tenía que ser adecuado para la clase social y los dioses de la familia. Los nombres que comienzan con Keli'i- «el jefe» o terminando en -lani «cielo» estaban reservados para los jefes. El más bajo social kauwā (esclavo) sólo se les permitía tomar nombres simples de objetos naturales.
Cualquier incidente en el momento del nacimiento puede ser conmemorado en un nombre. Un ejemplo famoso fue la Reina Lili'uokalani ("el ardiente dolor del cielo"), llamado Lili'u ("ardiente") Kamaka'eha ("el ojo dolorido") en la infancia. El nombre fue elegido por su tía abuela Kīna'u que sufría de un dolor de ojo. Una persona puede tener varios nombres, formales e informales, y los nombres se cambian si parecen dañinos. Si un niño caía enfermo, a menudo se sospechaba de una brujería malvada. Los padres podrían cambiar el nombre por algo repulsivo, como Pupuka ("feo") o Kūkae ("excremento") para proteger al niño. Tales nombres no causaron ostracismo entre los hawaianos, pero los visitantes extranjeros se escandalizaron. Un americano escribe en 1851:

Usted puede saber que un pueblo debe haber sido vil por los nombres viles que asume y usa sin vergüenza - nombres que uno no estaría dispuesto a traducir. Todos los malos apetitos y cualidades, órganos corporales y deformidades, actos traviesos y vicios, se convirtieron en nombres..

En los documentos de matrimonio del siglo XIX, podemos encontrar varios hawaianos llamados, por ejemplo, Kama'i ("la enfermedad; los genitales"), Ka'aihue ("el ladrón"), Kapela ("la suciedad") y Waiwai'ole ("sin valor"). Sin embargo, la mayoría de los nombres tienen significados bastante agradables, o son simplemente descriptivos. Los nombres más comunes, usados por ambos géneros, eran Kalua ("el segundo hijo, compañero"), Keawe ("la hebra", simbólico de Parentesco), Kamaka, ("el ojo", símbolo del ser querido), Keaka ("la sombra, la esencia"), Kealoha ("el amor"),  'Ōpūnui ("el gran vientre", signo de la clase social alta), y Māhoe ("gemelo"). La característica más llamativa de los nombres del siglo XIX es su diversidad. Un nombre único era la regla, no la excepción. Los diez nombres más comunes cubren sólo el cuatro por ciento de la población.

## Cambios traídos por la influencia occidental
Los apellidos no existían en la antigua Hawái. Los primeros conversos pueden adoptar un nombre cristiano y usar su nombre hawaiano como apellido. En 1860 Kamehameha IV firmó el Acta para Regular los Nombres. Los hawaianos debían tomar el nombre de pila de su padre como apellido, y todos los niños nacidos en adelante debían recibir un nombre cristiano, es decir, inglés. Los nombres hawaianos fueron transferidos a los segundos nombres. La ley no fue derogada hasta 1967.
Después de la anexión de Hawái a los Estados Unidos, el conocimiento del idioma hawaiano se deterioró. Los abuelos podrían dar nombres tradicionales a las próximas dos generaciones, pero un bebé nacido en una familia hawaiana en la década de 2000 podría no tener parientes nativos. Los nombres son tomados de personas conocidas, la realeza, la mitología y las canciones. Sin embargo, a veces se toman prestados nombres de antepasados directos y otros miembros de la familia. Mary Kawena Pukui, una hawaiana tradicional, expresó su malestar con esta práctica:

Se supone que mi nombre no debe ser revelado. Mi nombre es para mí. Pero la gente siempre le pone mi nombre a los bebés, así que tengo muchos tocayos. No quiero que ninguno de ellos se lastime si hay algún "kapu" que vaya con mi nombre. Así que rezo: "Puesto que fulano de tal nombró a este niño por mí, entonces por favor hazme el favor de "kapu" y bendice el nombre." ".

Las interpretaciones fonéticas de nombres occidentales, como Kimo (Jim) y Lāhela (Rachel), se han convertido en nombres por derecho propio. La industria cinematográfica produce nombres pseudo-hawaianos, desde Aloma de los Mares del Sur (1926) hasta Lilo & Stitch'. (2002). Para muchas palabras hawaianas, el okina (parada glotal) y kahakō (macrón para denotar una vocal larga) son importantes para el significado de una palabra. A menudo se ignoran en los textos en inglés, o se añaden  'okina donde no pertenecen. Las vocales hawaianas deben pronunciarse claramente incluso cuando no están estresadas. El nombre de Malia Obama, cuando es «/ m ə l i ə/» , es en realidad un nombre inglés de origen hawaiano.

## Encuestas de popularidad
Esta información se basa en una encuesta de nombres hawaianos de personas nacidas en 1900-1989 y 2000-2005, de obituarios en Honolulu Advertiser y Honolulu Star-Bulletin. 1994-2004, y muestras de nacimientos y matrimonios en O{okina}}}ahu en Honolulu Star-Bulletin 2000-2005. Es una pequeña muestra con una distribución de edad desigual, y centrada en O'ahu. Pero nadie más parece haber investigado el tema en absoluto.
Las 3750 personas de la encuesta tenían un total de 1996 nombres diferentes. 418 de estos nombres tenían ocho o más sílabas, hasta 44. La proporción de nombres largos estaba disminuyendo, pero en el período 2000-2005 aumentó. Los nombres hawaianos aparecen como segundos nombres hasta la década de 1960. Incluso hoy en día, los segundos nombres superan en número a los primeros por cuatro a uno. Una minoría de padres han comenzado a dar nada más que nombres hawaianos a sus hijos. En los nacimientos registrados en O'ahu 2001-2002, alrededor del 25% de las niñas y el 15% de los niños recibieron al menos un nombre hawaiano.
Los nombres con significado negativo han desaparecido en esta muestra, y la calidad unisex está disminuyendo. Muchos de los nombres favoritos de hace cien años, como Kealoha, Kalei, Leialoha y Keonaona, eran populares entre ambos sexos. Hoy en día, los nombres más de moda son diferentes para las niñas y los niños. Los padres modernos parecían pensar que el final -lani pertenece a las mujeres: el 31% de las mujeres, pero solo el 11% de los hombres tenían nombres que terminaban en -lani ("cielo"), -o-ka-lani ("del cielo"), -o-nā-lani ("de los cielos") o -mai-ka-lani (" de Heaven"), una innovación reciente. Nombres comenzando con el artículo determinado Ka-/Ke- parecen tener una imagen masculina: El 46% de los hombres, pero solo el 33% de las mujeres tenían esos nombres.
El cinco por ciento de las mujeres en esta encuesta se llamaban Leilani ("celestial lei"). Otros nombres de mujeres populares incluidos son:
- 1900–1939: Ku'ulei ("mi lei"), Leinā'ala ("las fragancias son onduladas"), Leialoha ("lei de amor"), Leinani ("lei hermoso"), Leimomi ("collar de perlas")
- 1940–1969: Puanani ("flor hermosa"), Leialoha, Haunani ("nieve hermosa"), 'Iwalani ("pájaro real[Fragata]]"), U'ilani ("belleza joven celestial"), Ululani ("inspiración celestial")
- 1970–1989: Malia (Mary), Kēhaulani ("heavenly dew"), Ku'uipo ("my sweetheart"), Maile ("the maile] vine"), Noelani ("heavenly mist"), Puanani
- 2000–2005: Malia, Noelani, Māhealani ("noche de luna llena"), Ku'uipo, Alana ("despertando"- aunque este también es un nombre en inglés), Keikilani ("niño celestial")

Kalani ("el cielo; el alto jefe") era un nombre razonablemente popular entre los hombres de todas las edades. Otros nombres populares para los hombres incluidos:
- 1900–1939: Kealoha ("el amor"), Kalei ("el lei"), Kamaka ("el ojo/bud/amado")
- 1940–1969: Ke'ala ("la fragancia", símbolo de alto nacimiento), Kāwika (David), Kanani ("la gloria"), Kameāloha ("el amado")
- 1970-1989: Ikaika ("fuerte"), Kāwika, 'Alika (Alex), Keola ("la vida")
- 2000–2005: Kai ("mar"), Kekoa ("el coraje"), Kainoa ("el homónimo"), Ikaika, Kaimana ("diamante; mar poderoso"), Keoni (John), Makana ("regalo"), Nāinoa ("los homónimos").

La Administración del Seguro Social entregaba listas anuales de los cien mejores nombres para niños y niñas en el Estado de Hawái, a partir del año 1960. Se basan en los nombres de pila, mientras que un nombre hawaiano suele estar en segundo lugar. Algunos nombres hawaianos aparecen en estas listas cada año. En 2008, eran Kaila ("estilo/marca de nacimiento", aunque también es una variante inglesa de Kayla), Maile, Malia, Kalena ("el amarillo"), Kiana (Diana), Alana y Kamalei ("el niño lei") para niñas, y Kai, Kainoa, Keanu ("la frialdad"), Kainalu ("el mar ondulado"), Nāinoa, Kaimana y Kanoa ("el plebeyo, hombre libre") para niños.